# Mandy (voornaam)
Mandy is een voornaam voor een meisje. De van oorsprong Engelse naam is een verkorting van Amanda. Amanda is afkomstig van het Latijnse amandus, "lieflijk, beminnenswaardig".
De naam wordt vaak in Zweden, de Verenigde Staten en in Engeland gebruikt, maar wordt ook in Nederland en Vlaanderen gegeven.

## Bekende naamdraagsters in de muziek
- Mandy my dear van The Cats (1969)
- Mandy van Barry Manilow (1974)